# A Different World (televisieserie)
A Different World is een Amerikaanse sitcom die tussen 1987 en 1993 op de zender NBC werd uitgezonden.
De serie is een spin-off van de sitcom The Cosby Show en draaide oorspronkelijk om het personage Denise Huxtable (Lisa Bonet), die het ouderlijk huis verliet om te gaan studeren aan het fictieve Hillman College in Virginia, een historically black college waar haar vader, moeder en grootvader ook hebben gestudeerd.
Lisa Bonets personage Denise Huxtable verdween uit de show in het tweede seizoen nadat Bonet zwanger werd. Hierna werd de nadruk gelegd op andere campusbewoners zoals Whitley Gilbert en Dwayne Wayne.

## Rolverdeling
- Lisa Bonet: Denise Huxtable 1987-1988
- Jasmine Guy: Whitley Gilbert 1987-1993
- Kadeem Hardison: Dwayne Wayne 1987-1993
- Dawnn Lewis: Jaleesa Vinson 1987-1992
- Marisa Tomei: Maggie Lauten 1987
- Loretta Devine: Stevie Rallen 1987-1988
- Mary Alice: Leticia 'Lettie' Bostic 1988-1989
- Darryl M. Bell: Ronald 'Ron' Johnson 1988-1993
- Charnele Brown: Kimberly 'Kim' Reese 1988-1993
- Cree Summer: Winifred 'Freddie' Brooks 1988-1993
- Glynn Turman: Col. Bradford 'Brad' Taylor 1988-1993
- Sinbad: Coach Walter Oakes 1988-1991
- Lou Myers: Vernon Gaines 1989-1993
- Jada Pinkett Smith: Lena James 1992-1993
- Ajai Sanders: Gina Devereaux 1992-1993
- Karen Malina White: Charmaine Brown 1992-1993